# Kloster Marienkamp (Assen)
Das Kloster Marienkamp (niederländisch Maria in Campis) war ein Zisterzienserinnenkloster in der heutigen niederländischen Provinz Drenthe.

## Geschichte
Das Kloster wurde 1215 in Coevorden gegründet, später nach Duurse bei Rolde verlegt, 1246 in den Zisterzienserorden aufgenommen und befand sich seit 1258 in Assen. Aus dem Kloster entwickelte sich die Ansiedlung (erst seit dem 19. Jahrhundert Stadt) Assen. 1418 wurde das Kloster durch einen Brand verwüstet. 1460 schloss es sich dem Trinitarier-Orden an. Im Zug der Reformation dürfte das Kloster um 1596 untergegangen sein; die Auflösung erfolgte 1602. 1601 stürzte der Turm ein und beschädigte die Kirche schwer. 1662 wurde die Kirche wiederaufgebaut. Dabei blieb nur die mittelalterliche Südmauer erhalten. 1848 wurde die Kirche an die Gemeinde verkauft, die sie als Gemeindehaus nutzte. Seit 1982 wird sie als Teil des Drents Museum genutzt.